# Emma Kok

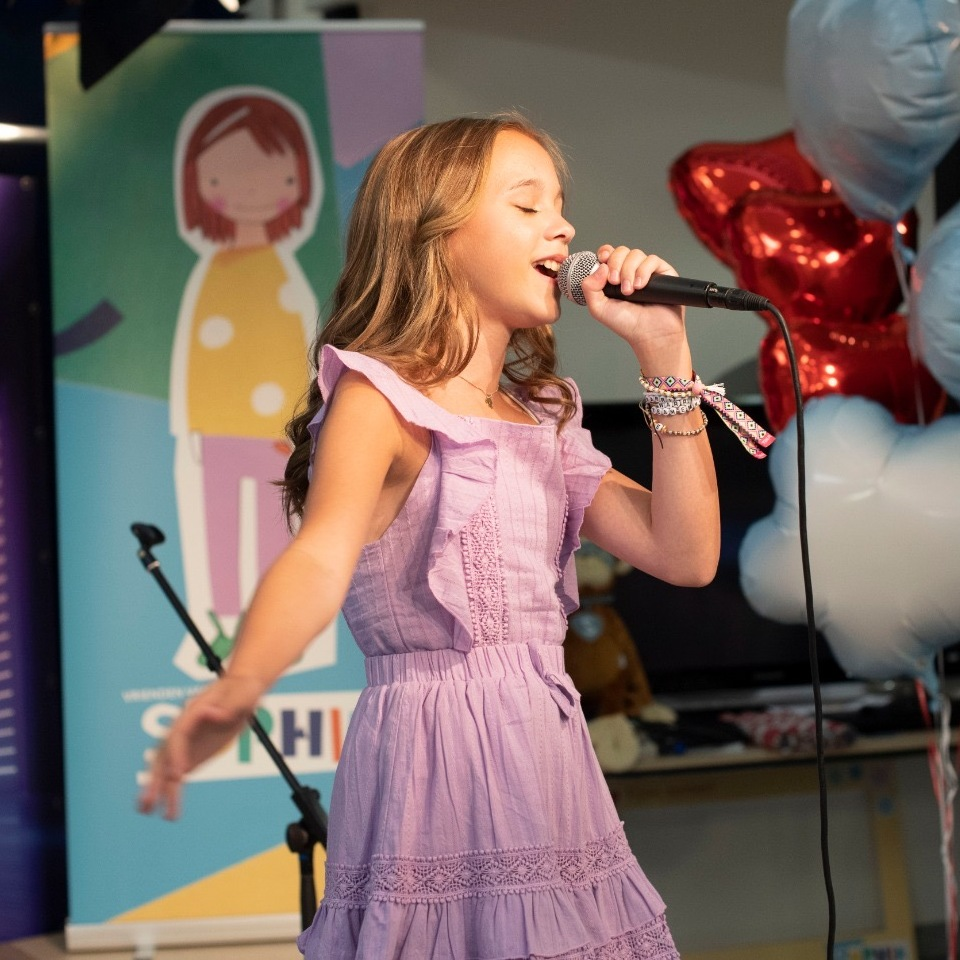
Emma Kok (2022)

Emma Kok (* 12. März 2008 in Maastricht, Niederlande) ist eine niederländische Sängerin. Sie wurde im Jahr 2021 bekannt, als sie die zehnte Staffel von The Voice Kids in den Niederlanden gewann. Im Jahr 2023 hatte sie großen Erfolg mit einer Coverversion des Lieds Voilà von Barbara Pravi. Ihr Auftritt mit André Rieu und seinem Orchester in Maastricht wurde millionenfach im Internet angesehen.

## Kindheit und Jugend
Emma Kok wurde in Maastricht als Tochter von Nathalie und Vico Kok geboren. Sie hat zwei ältere Geschwister und lebt mit ihrer Familie in der niederländischen Stadt Kerkrade. Emma Kok leidet an der seltenen Krankheit Gastroparese und ist seit früher Kindheit auf Ernährung mit Flüssignahrung angewiesen. Sie erhält die Nahrung 22 Stunden am Tag über Ernährungssonden und zwei Flüssigkeitspumpen, die sie täglich bei sich trägt. Im Jahr 2024 begleitete sie André Rieu auf seiner Welttournee und erhielt während dieser Zeit schulischen Fernunterricht.

## Karriere
Im Juni 2021 gewann Emma Kok in den Niederlanden die zehnte Staffel von The Voice Kids mit dem Rapper Ali B als Coach. Sie überzeugte die Jury und das Publikum mit ihren Interpretationen von Songs wie Warrior von Demi Lovato, A Moment Like This von Kelly Clarkson und This Is Me von Keala Settle. Im Finale der Show trat sie auch mit ihrem Coach Ali B und gemeinsam mit den anderen Finalisten mit dem Duo Suzan & Freek auf. Ihre erste Single mit dem Titel Laat Mij Een Vlinder Zijn wurde im Jahr 2022 veröffentlicht, die zweite Single mit dem Titel Strijder folgte im Jahr 2023. Beide Songs wurden von Tjeerd Oosterhuis komponiert und produziert; den Text des Songs Strijder (niederländisch für das Wort Krieger) gestaltete Emma Kok mit.
Im Februar 2023 gewann Emma Kok die neu etablierte Talentshow Ministars mit ihrer Interpretation des Lieds Voilà von Barbara Pravi. Der niederländische Violinist und Orchesterleiter André Rieu war so sehr von Emmas Darbietung beeindruckt, dass er sie einlud, Voilà im Juli 2023 bei seinen jährlichen Konzerten auf dem Vrijthof in Maastricht zu singen. Dieser Auftritt wurde schnell im Internet viral. Das offizielle Video des Auftritts wurde seit der Veröffentlichung millionenfach aufgerufen.
Im Dezember 2023 trat Emma Kok bei den Weihnachtskonzerten von André Rieu mit den Liedern Voilà, All I Want For Christmas Is You und White Christmas auf. Bei der Helene Fischer Show 2023, die an Weihnachten im deutschen Fernsehen gesendet wurde, sang sie Voilà im Duett mit Helene Fischer. Ebenfalls an Weihnachten 2023 war sie bei dem MAX Kerstconcert im niederländischen Fernsehen mit einer Coverversion des Songs Hallelujah von Leonard Cohen zu hören. Im Jahr 2024 begleitet Emma Kok André Rieu auf seiner Welttournee.

### Weitere Aktivitäten
Nachdem Emma Kok im Jahr 2023 die Talentshow Ministars gewonnen hatte, gründete sie die Stiftung Gastrostars mit dem Ziel, an Gastroparese erkrankten Menschen zu helfen. Sie spendete dafür das Preisgeld, das sie für ihren Sieg bei der Show erhalten hatte. Die Stiftung ist eine Organisation für Patientinnen und Patienten. Sie soll eine Plattform für den Austausch der betroffenen Personen untereinander sein, das Verständnis für die Erkrankung im sozialen Umfeld fördern und die Gastroparese in der Öffentlichkeit besser bekannt machen. Emma Kok ist außerdem Botschafterin des Kinderforschungsfonds des MosaKids Kinderkrankenhauses der Universität Maastricht.

## Diskografie

### Singles
| Titel                           | Jahr | Anmerkungen                                     |
| ------------------------------- | ---- | ----------------------------------------------- |
| Laat Mij Een Vlinder Zijn       | 2022 | komponiert von Tjeerd Oosterhuis                |
| Strijder                        | 2023 | komponiert von Tjeerd Oosterhuis                |
| Voilà                           | 2023 | mit André Rieu und dem Johann Strauss Orchester |
| All I Want For Christmas Is You | 2023 | mit André Rieu und dem Johann Strauss Orchester |
| White Christmas                 | 2023 | mit André Rieu und dem Johann Strauss Orchester |
| Jade                            | 2025 |                                                 |

Der Titel Voilà erschien im Jahr 2023 ebenfalls auf den Alben Jewels Of Romance und Voilà! The Music Of André Rieu von André Rieu.